# بيورن هاميلتون
بيورن هاميلتون (بالسويدية: Björn Hamilton)‏ هو مهندس وسياسي سويدي، ولد في 28 مارس 1945 في غوتنبرغ في السويد. حزبياً، نشط في حزب التجمع المعتدل. وقد انتخب عضو البرلمان السويدي ‏.